# 吳清波
吳清波（1931年1月20日—2012年10月17日），於台灣日治時期出生於彰化郡鹿港街，為知名的國寶級雕刻家。並於1987年榮獲國家教育部第三屆「民族藝術薪傳獎」。曾獲辜振甫題贈「獨步藝壇」匾額。

## 軼事
- 2009年，吳清波於接受《鹿港時報》採訪時表示其作品乏人問津，只能靠著每月發放的敬老津貼度日，亦不願於店鋪掛上招牌，以免遭課營業稅。[1][2]

## 外部結鏈
- 彰化鹿港 小西天神像 150年神雕絕技
- 木雕薪傳大師吳清波病逝